# جون ماكوري
جون ماكوري (بالإنجليزية: John McCurry)‏ هو عازف قيثارة وكاتب أغاني وملحن أمريكي، ولد في 24 يونيو 1957 في الولايات المتحدة.

## وصلات خارجية
- جون ماكوري على موقع IMDb (الإنجليزية)
- جون ماكوري على موقع ميوزك برينز (الإنجليزية)
- جون ماكوري على موقع ديسكوغز (الإنجليزية)